# Alejandro Alvargonzález San Martín
Alejandro Enrique Alvargonzález San Martín (Vigo, 11 de juliol de 1959) és un diplomàtic espanyol, actual Secretari General de Política de Defensa.
Llicenciat en Ciències polítiques i Sociologia en les especialitats d'Estudis internacionals i Estudis Iberoamericans per la Universitat Complutense de Madrid, ingressà per oposició al cos diplomàtic el 1986. Fou destinat a les representacions diplomàtiques espanyoles d'Hondures, Egipte, Cuba i Suïssa. Fou director del gabinet del Secretari d'Estat de Seguretat, cònsol general d'Espanya a Nàpols i a Xangai. i sotsdirector general a la Direcció general de Política Exterior per a Àsia, Pacífic i Amèrica del Nord. Fins al novembre de 2008 fou conseller tècnic en Introductor d'Ambaixadors, càrrec que abandonà per ocupar el seu lloc d'ambaixador d'Espanya a Bòsnia i Hercegovina, del que fou cessat després de la seva designació com a secretari general de Política de Defensa.
El 18 d'abril de 2016, encara com a secretari general, manifestà per carta el seu suport a l'Associació d'Amics del Castell de Montjuïc, entitat que fins 2015 celebrava misses franquistes cada 18 de juliol en un dels espais del pati d'armes del castell, davant la possibilitat que l'Ajuntament de Barcelona tornés a vetar la seva presència i actuació al recinte i que fou declarada d'Utilitat Pública el 2010.
El 27 de juny de 2016, el secretari general de l'OTAN, el noruec Jens Stoltenberg, comunicà al ministre de Defensa el nomenament d'Alvargonzález com a secretari general adjunt per a Assumptes Polítics i de Seguretat, equivalent al número 3 de l'Aliança Atlàntica.
Des de 2011, el seu germà Fernando és l'ambaixador espanyol al Consell d'Europa.